# 2011 UN63
2011 UN63 — троянский астероид Марса, обращается вблизи точки Лагранжа L5 (в 60° позади Марса на его орбите).

## Обнаружение, орбита, физические свойства
2011 UN63 впервые наблюдался 27 сентября 2009 года в рамках обзора Маунт-Леммон и получил предварительное обозначение 2009 SA170. Объект был потерян и затем переоткрыт 21 октября 2011 года также в обзоре Маунт-Леммон. 2011 UN63 находится на орбите с малым эксцентриситетом (0,064) при большой полуоси 1,52 а. e.. Орбита имеет среднее значение наклона (20,4°). После открытия астероид был отнесён Центром малых планет к классу астероидов, пересекающих орбиту Марса. Орбита объекта хорошо определена, поскольку (по состоянию на июнь 2019 года) она основана на данных 76 наблюдений при общей дуге наблюдения 1587 дней. Астероид обладает абсолютной звёздной величиной 19,7, что соответствует диаметру около 560 м.

## Троянский астероид Марса, эволюция орбиты
Недавние численные эксперименты показали, что астероид находится на устойчивой орбите вокруг точки L5 и обладает периодом либрации 1350 лет при амплитуде 14°. Эти величины, как и эволюция орбиты на малых временных масштабах похожи на параметры для астероидов (5261) Эврика и 2011 SC191.

## Природа объекта
Численное интегрирование на больших промежутках времени показало, что на интервалах порядка миллиардов лет орбита устойчива. Как и в случае Эврики, вычисления в обоих направлениях времени (4,5 млрд лет в прошлое и в будущее) показали, что 2011 UN63 может быть первоначальным объектом, возможно, остатком популяции планетезималей, образовавшихся в области планет земной группы на ранних этапах эволюции Солнечной системы.